# East Lynne (film 1912)
East Lynne è un cortometraggio muto del 1912 diretto da Theodore Marston. È una delle numerose versioni cinematografiche del romanzo omonimo di Ellen Wood.

## Produzione
Il film fu prodotto da Edwin Thanhouser per la sua compagnia, la Thanhouser Film Corporation.

## Distribuzione
Distribuito dalla Motion Picture Distributors and Sales Company, il film - un cortometraggio in due bobine - uscì nelle sale cinematografiche statunitensi il 26 gennaio 1912.